# Tubular Bells III
Tubular Bells — восемнадцатый студийный альбом Майка Олдфилда, появившийся в 1998 году. Продолжение Tubular Bells (1973) и Tubular Bells II (1992).

## Об альбоме
Третья часть «Колоколов» значительно отличается от своих предшественников: нет деления на две части и вообще структуры, свойственной для двух первых частей; нельзя провести аналогий между музыкальными темами, как это было в Tubular Bells и Tubular Bells II.

## Список композиций
1. The Source Of Secrets (5:34)
2. The Watchful Eye (2:09)
3. Jewel In The Crown (5:45)
4. Outcast (3:49)
5. Serpent Dream (2:53)
6. The Inner Child (4:41)
7. Man In The Rain (4:01)
8. The Top Of The Morning (4:26)
9. Moonwatch (4:25)
10. Secrets (3:20)
11. Far Above The Clouds (5:30)